# Гмирьов Олексій Михайлович
Олексі́й Миха́йлович Гмирьо́в (Гмирєв; 29 березня 1887, Смоленськ — 24 вересня 1911, Херсон) — революціонер і поет.

## Життєпис
Народився в родині залізничників, рано осиротів, переїхав в Україну, з 15-річного віку працював на Миколаївському суднобудівному заводі.
1902 року познайомився із Іваном Чигриним, став відвідувати марксистські гуртки. З 1903 брав участь у робітничому русі, входив до Миколаївської організації РСДРП.
Брав участь у революційних подіях 1905—1907 років на Миколаївщині. Майже вся його юність пройшла у в'язниці — кілька разів його арештовували, 1908 засуджений на 6 років каторги — везли на заслання в село Рокули Архангельської губернії, по дорозі вернули через захворювання. Восени 1911 року він помер у херсонській каторжній тюрмі від сухот.
В ув'язненні писав вірші — вперше опубліковані після його смерті, у 1912-13 — «Правда», «Невская звезда». У 1926 році вийшла друком книга «За решеткой».
Вірші Гмирьова присвячені переважно революційній тематиці — «Набат», «Заклик», «Буря», «Ув'язнена», використовувались у революційно-пропагандистській роботі, є глибоко ліричні пейзажні поезії — «У вересні», «На озері», «Хмари».

## Пам'ять

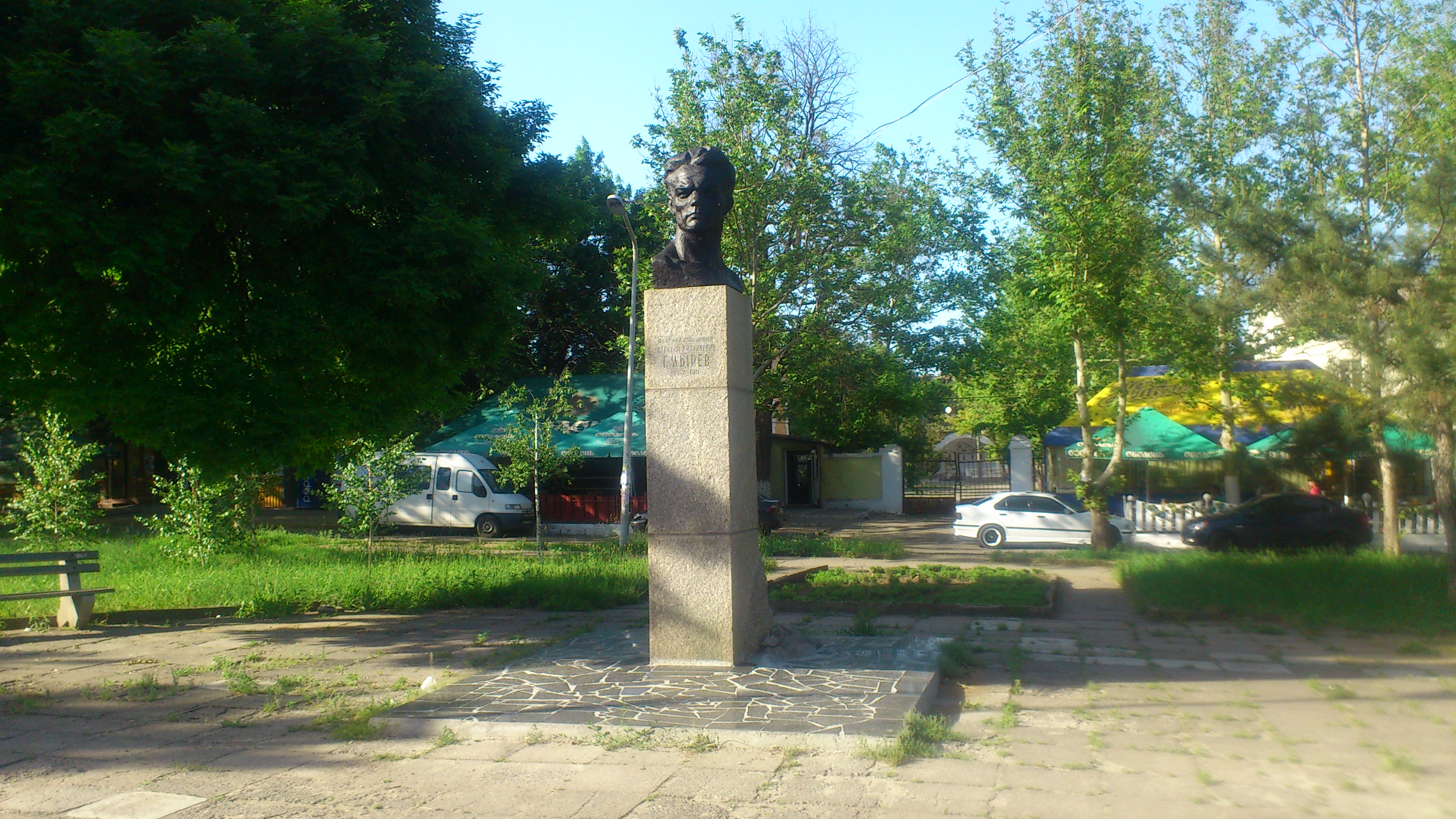
Погруддя в Миколаєві.

- Ім'ям Олексія Гмирьова за радянських часів були названі вулиці у Миколаєві та Херсоні, побудований на Чорноморському суднобудівному заводі сухогруз-морозильний траулер, пойменована Миколаївська обласна наукова бібліотека.
- 1968 року в Миколаєві йому встановлено пам'ятник на вулиці Нікольській, у сквері його імені — бронзове погруддя на високому гранітному п'єдесталі. Скульптор Олег Здиховський, архітектор Є. П. Теляшова[1].
- Ще один пам'ятник був встановлений на вулиці Індустріальній в Миколаєві.
- На будинку, де мешкав у 1903—1905 роках в Миколаєві Олексій Гмирьов, за адресою вулиця Сидорчука, № 4, була встановлена меморіальна дошка.

У 2016 році в рамках декомунізації сквер імені О. М. Гмирьова був перейменований на Університетський сквер, вулиця Гмирьова — перейменована на вулицю В'ячеслава Чорновола, обидва пам'ятники і меморіальну дошку Миколаївська обласна державна адміністрація розпорядилася демонтувати.